# Полеви ординариат на Полската войска
Полевият ординариат на Полската войска (на полски: Ordynariat Polowy Wojska Polskiego) е военна епархия на католическата църква в Полша, западен обред. Обхваща цялата територия на Полша, както и полските военни контингенти в чужбина. Създаден на 21 януари 1991 година от папа Йоан-Павел II. Към 2015 година има 300 000 верни. Седалище на епископа е град Варшава.

## Деканати
В състава на епархията влизат осем деканата.
| - Деканат на Военната жандармерия - Деканат на Военното свещеничество на Гръкокатолическата църква - Деканат на Военновъздушните сили - Деканат на Военноморските сили - Деканат на Войските за териториална отбрана - Деканат на Инспектората за подкрепа на въоръжените сили - Деканат на Специалните части - Деканат на Сухопътните войски |